# Zpupná Lhota
Zpupná Lhota (deutsch Allodial Ellgoth, polnisch Ligota Alodialna) ist eine Ortschaft in der Gemeinde Chotěbuz in der Region Moravskoslezský kraj in Tschechien. Sie liegt drei Kilometer  nördlich des Stadtzentrums von Český Těšín an der tschechisch-polnischen Staatsgrenze und gehört zum Okres Karviná.

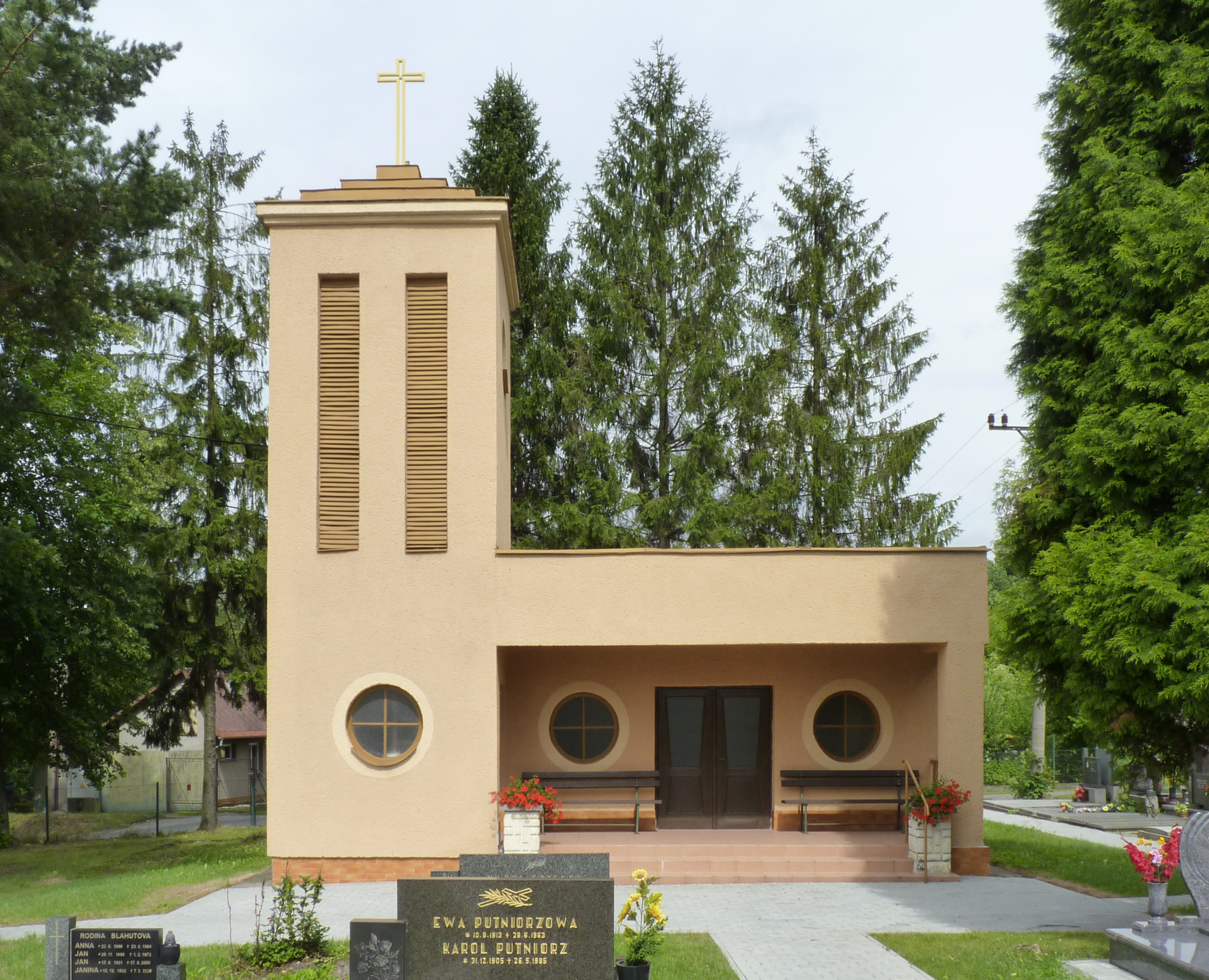
Evangelische Friedhofskapelle

## Geographie
Zpupná Lhota befindet sich im Beskidenvorland am linken Ufer der Olsa. Südlich liegt das Tal des Kyšenecký potok mit den fünf Oběšinec-Teichen, dahinter führt die E 75/E 462 über die Olsa nach Polen. Im Osten  führen die Staatsstraße 67 von Český Těšín nach Karviná und die Eisenbahn neben dem Dorf entlang der Olsa. Nordwestlich liegt der Archeopark Podobora.
Nachbarorte sind Podobora und Marklowice im Norden, Boguszowice im Osten, Cieszyn im Südosten, Český Těšín im Süden, Mosty im Südwesten, Stanislavice und Chotěbuz im Westen sowie Obora im Nordwesten.

## Geschichte
Die erste urkundliche Erwähnung des zu den Gütern der Stadt Teschen gehörigen Dorfes Bürgersdorf (das gut und dorferlein mit namen Ellgoth, das man andirs nennet Burgerdorf) erfolgte 1416 durch Herzog Bolko I. von Teschen im Zuge der Bestätigung der städtischen Privilegien und Verleihung des Erbfolgerechts. Bürgersdorf bzw. Burgersdorf, wie der Ort auch genannt wurde, unterstand dem Teschener Meilenrecht und war zu dieser Zeit neben Krasna eines der beiden Ratsdörfer.
Später wurde das Dorf als Ellgot und Ellgoth bezeichnet und erhielt schließlich zur Unterscheidung von zahlreichen gleichnamigen Orten in Schlesien den Zusatz Allodial.
Nach der Aufhebung der Patrimonialherrschaften wurde Allodial Ellgoth ab 1850 ein Ortsteil der Gemeinde Kotzobendz im Bezirk Teschen. Nach dem Zusammenbruch der k.u.k. Monarchie wurde an der Olsa die Grenze zwischen Polen und der Tschechoslowakei gezogen. Wegen des starken polnischen Bevölkerungsanteils beanspruchte auch Polen das Teschener Schlesien und es kam zum Polnisch-Tschechoslowakischen Grenzkrieg. Ab 1920 gehörte der Ort unter dem Namen Allodial Ellgoth/Spupná Lhota zum Bezirk Český Těšín. Nach dem Münchner Abkommen wurde Ligota Alodialna zusammen mit Kocobędz 1938 an Polen angeschlossen und kam im Jahre darauf nach der Besetzung Polens zum Deutschen Reich. Bis 1945 gehörte das Dorf Allodial Ellgoth dann als Teil von Kotzobends zum Landkreis Teschen und kam nach Kriegsende zur Tschechoslowakei zurück. 
Nach der Auflösung des Okres Český Těšín kam der Ort mit Beginn des Jahres 1961 zum Okres Karviná. 1975 erfolgte die Eingemeindung  nach Český Těšín, gleichzeitig verlor Zpupná Lhota den Status eines Ortsteiles. 1991 wurde auf dem Kataster von Zpupná Lhota die neue Grenzbrücke zwischen Český Těšín/Cieszyn errichtet. Das Dorf wurde nach Süden um ein Zollamt und die Grenzabfertigung erweitert. 
Nachdem 1998 die Gemeinde Chotěbuz wieder selbstständig wurde, ist Zpupná Lhota ein Teil von Chotěbuz. Sitz der Gemeindeverwaltung ist in Zpupná Lhota. In dem Ort lebt eine starke polnische Minderheit.

## Sehenswürdigkeiten
- Archeopark Podobora, an dem kleinen Olsazufluss Mlýnka wurde eine Burgstätte entdeckt, die eine Besiedlung von der Hallstattzeit bis zum ersten Drittel des 11. Jahrhunderts aufweist
- evangelische Kapelle
- katholische Kapelle (gesegnet 1936)
- Bunkerkette des Tschechoslowakischen Walls zwischen Zpupná Lhota und Podobora.